# Attila Horváth
Attila Horváth (ur. 28 lipca 1967 w Kőszegu, zm. 13 listopada 2020 w Szombathely) – węgierski lekkoatleta specjalizujący się w rzucie dyskiem, dwukrotny uczestnik letnich igrzysk olimpijskich (Barcelona 1992, Atlanta 1996).

## Sukcesy sportowe
- dziewięciokrotny mistrz Węgier w rzucie dyskiem – 1987, 1990, 1991, 1992, 1993, 1994, 1995, 1996, 1997[2]

| Rok  | Miasto    | Zawody                      | Konkurencja  | Wynik         |
| ---- | --------- | --------------------------- | ------------ | ------------- |
| 1985 | Chociebuż | mistrzostwa Europy juniorów | rzut dyskiem | złoty medal   |
| 1986 | Ateny     | mistrzostwa świata          | rzut dyskiem | 5. miejsce    |
| 1990 | Split     | mistrzostwa Europy          | rzut dyskiem | 8. miejsce    |
| 1991 | Tokio     | mistrzostwa świata          | rzut dyskiem | brązowy medal |
| 1992 | Barcelona | igrzyska olimpijskie        | rzut dyskiem | 5. miejsce    |
| 1994 | Helsinki  | mistrzostwa Europy          | rzut dyskiem | 5. miejsce    |
| 1995 | Göteborg  | mistrzostwa świata          | rzut dyskiem | 4. miejsce    |
| 1996 | Atlanta   | igrzyska olimpijskie        | rzut dyskiem | 10. miejsce   |

## Rekordy życiowe
- rzut dyskiem – 68,58 – Budapeszt 24/06/1994